# Pałac w Bukowcu

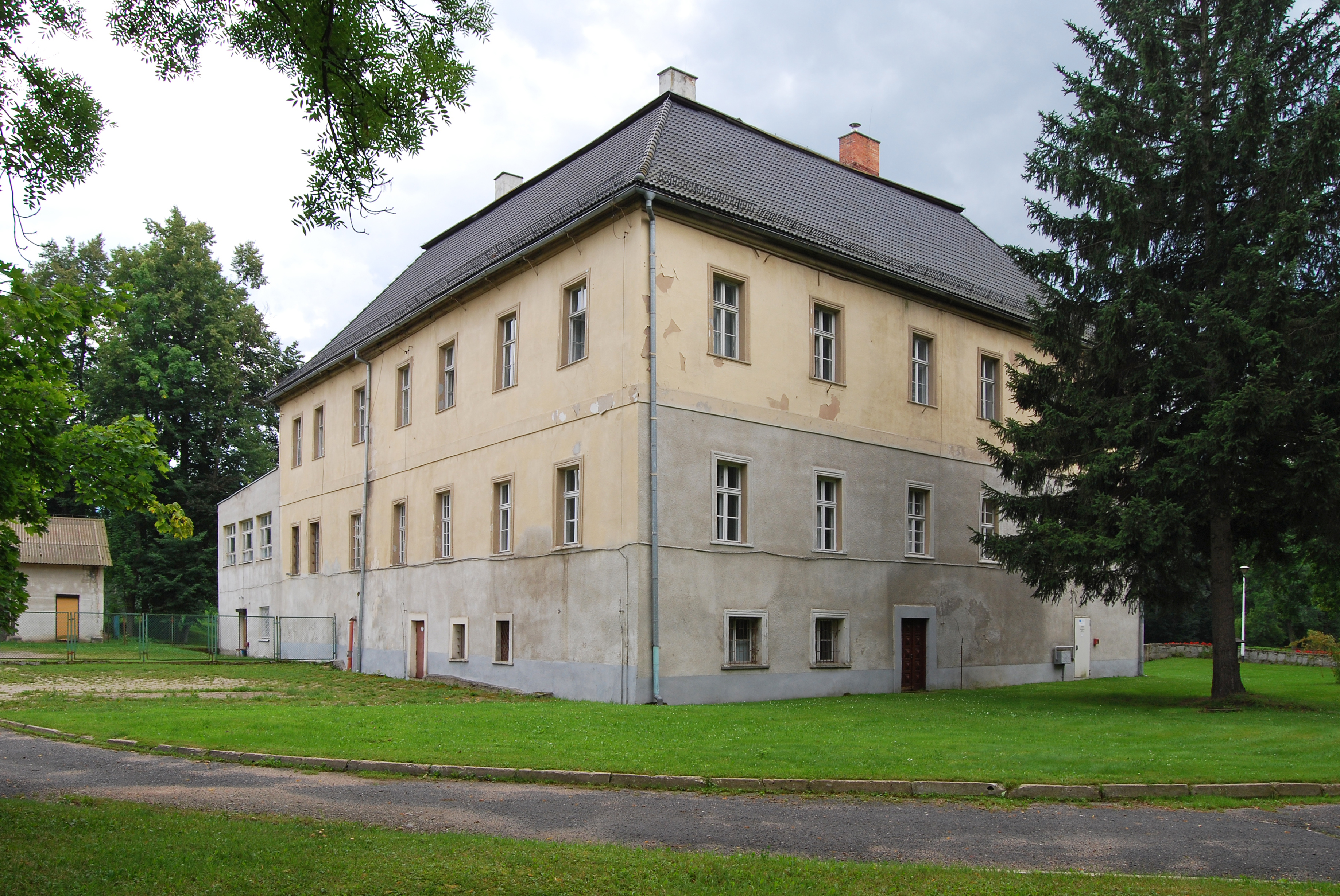
Pałac od północnego wschodu

Pałac w Bukowcu (niem. Schloss Buchwald) – zabytkowy pałac we wsi Bukowiec (województwo dolnośląskie), w powiecie karkonoskim, w gminie Mysłakowice. 

## Historia

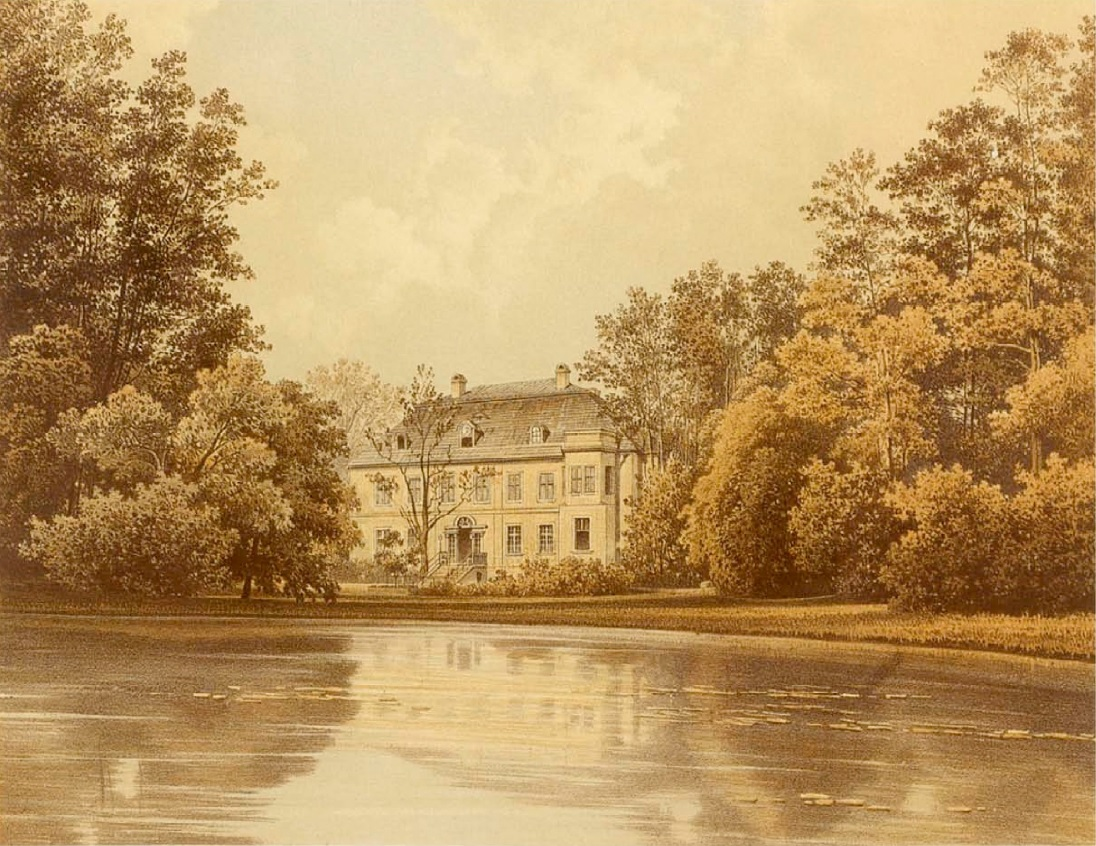
Palac Buchwald, Alexander Duncker

Pierwsze wzmianki na temat Bukowca w źródłach pisanych pochodzą z około 1305 roku. Heincze von Zedlitz wymieniany jest jako pan osiadły na Bukowcu w 1379 roku. Rodzina von Zedlitz panowała na dobrach bukowieckich do połowy XVI wieku. 
Około drugiej połowy XVI wieku w Bukowcu wybudowano renesansowy dwór. Fundator obiektu jest nieznany. Z pewnością był to członek jednej z dwóch panujących rodzin w Bukowcu w XVI wieku. Od 1573 do 1759 roku dobra te przechodzą w ręce rodziny von Reibnitz, która odsprzedała je Friedrichowi Gottardowi von Richthofenowi. Następnie Bukowiec w 1762 roku zakupiła wdowa Barbara Helena von Festenberg Packisch, od której wieś nabył w 1770 roku von Luck, od tegoż w 1774 roku – Carl Ferdinand von Seherr-Thoss. Rok 1744 przyniósł niewielką przebudowę pałacu, który powiększono i przekryto dachem mansardowym. W 1785 roku Eleonora Prittwitz sprzedała majątek  Friedrichowi Wilhelmowi von Redenowi, ówczesnemu królewsko-pruskiemu ministrowi górnictwa na Górnym Śląsku. Redenowie dokonali gruntownej przebudowy w stylu klasycystycznym. Utworzono jeden z pierwszych parków krajobrazowych na Dolnym Śląsku. Cały majątek został ukształtowany w typie angielskiej farmy ozdobnej, w skład której wchodziły pałac oraz zabudowa folwarczna otoczone rozległym parkiem romantycznym. Inspiracji dostarczały hrabiemu liczne podróże do Anglii. Po śmierci hrabiego von Redena w 1815 roku, Bukowiec przeszedł w posiadanie jego żony Fryderyki Karoliny, po której posiadłość odziedziczyła jej siostrzenica Maria Karolina von Rotenhan. Po niej właścicielem majątku został najmłodszy syn Marii Karoliny, emerytowany królewsko-pruski rotmistrz, Hermann von Rotenhan. Ostatni właściciel – Friedrich von Rotenhan – podjął próbę renowacji i restauracji majątku pod nadzorem konserwatora zabytków prowincji dolnośląskiej, Günthera Grundmanna.

W latach siedemdziesiątych XX wieku w pałacu mieściła się szkoła rolnicza oraz kilka innych instytucji. W roku 1986 budynek był remontowany, między innymi uzupełniono i wymieniono uszkodzone elementy więźby dachowej. 

## Architektura
Pałac usytuowany jest przy drodze z Bukowca do Krogulca. Jest budowlą trzykondygnacyjną, założoną na planie nieregularnego czworoboku, ze sklepionymi piwnicami w przyziemiu. W narożniku od południa i zachodu znajdują się dwa ryzality wieżowe. Bryła nakryta jest czterospadowym dachem mansardowym. Główna elewacja (północna) jest sześcioosiowa, z głównym wejściem umieszczonym na osi. Do wejścia ujętego w portal prowadzą wysokie schody. Wewnątrz pałacu w pomieszczeniach parteru i pierwszego piętra zachowały się sztukaterie. W jednej z sal parteru jest interesujący kominek.

W pobliżu pałacu znajdują się zabudowania folwarczne otoczone rozległym parkiem krajobrazowym z licznymi pawilonami parkowymi.
Obecnie w pałacu mieści się siedziba Związku Gmin Karkonoskich, przy czym folwark i park został wydzierżawiony od Agencji Nieruchomości Rolnych przez Fundację Dolina Pałaców i Ogrodów Kotliny Jeleniogórskiej z zamiarem stworzenia tu centrum edukacyjno-szkoleniowego.